# Falkirk (council area)
Le Falkirk est l'une des 32 divisions administratives de l'Écosse (en anglais : council area). Il est limitrophe au nord de Stirling ; au sud de North Lanarkshire et  West Lothian. Il fait partie de la région de lieutenance de Stirling and Falkirk.

## Villes et villages
- Airth
- Allandale
- Avonbridge
- Bainsford
- Banknock
- Blackness
- Bo'ness
- Bonnybridge
- Brightons
- California
- Camelon
- Carron
- Carronshore
- Denny
- Dennyloanhead
- Dunipace
- Dunmore
- Falkirk (town)
- Grangemouth
- Haggs
- Hallglen/Glen Village
- Larbert
- Laurieston
- Letham
- Limerigg
- Longcroft
- Maddiston
- Polmont
- Redding
- Reddingmuirhead
- Rumford
- Shieldhill
- Skinflats
- Slamannan
- Standburn
- Stenhousemuir
- Tamfourhill
- Torwood
- Wallacestone
- Westquarter
- Whitecross
- Woodlands